# 河原武雄
河原 武雄（かわはら たけお、1913年2月27日 - 2012年1月20日）はNHKの元アナウンサー。

## 略歴・人物
長野県出身。長野商業学校、旧制松本高等学校文科乙類を1933年に卒業。兄の広三が思想事件で連座したことより進学を断念し、1939年NHK入局。
スポーツアナウンサーとして活躍。ラジオを中心に、栃若時代の大相撲実況や箱根駅伝などの名調子で親しまれる。1952年ヘルシンキオリンピックなどオリンピック中継でも実況を務めた。
退職後は相撲雑誌『別冊グラフNHK大相撲特集』（『別冊NHKウィークリー・ステラ大相撲特集』）の編集長も務めた。
2012年1月20日、呼吸不全のため町田市の病院で死去。98歳没。

## 担当番組
- 大相撲中継（- 1963年秋場所まで）
- 東京オリンピック実況